# Mikako Kotani
Pour les articles homonymes, voir Kotani.
Mikako Kotani (小谷 実可子, Kotani Mikako), née le 30 août 1966 à Tokyo, est une nageuse synchronisée japonaise.

## Carrière
Lors des Jeux olympiques de 1988 à Séoul, Mikako Kotani remporte deux médailles de bronze, l'une en solo et l'autre en duo avec Miyako Tanaka. Elle est lors de ces Jeux la porte-drapeau de la délégation japonaise. Elle participe aussi à l'épreuve individuelle des Jeux olympiques de 1992 à Barcelone. Elle devient membre de l'International Swimming Hall of Fame en 2007.